# 910 Anneliese
910 Anneliese, asteroid glavnog pojasa. Otkrio ga je Karl Wilhelm Reinmuth, 1. ožujka 1919.

## Vanjske poveznice
- Minor Planet Center